# Second Sight (jogo eletrônico)
Second Sight é um jogo que foi produzido em 2004, pela Free Radical Design, a mesma que produziu os jogos da série TimeSplitters. O jogo foi feito para Playstation2, Game Cube, Xbox e mais tarde para o Windows.
O jogo foi comparado a Psi-Ops: The Mindgate Conspiracy. Devido ao fraco sucesso do título, Second Sight não recebeu uma sequência.

## História
O jogo começa com John Vattic, o protagonista, que acorda em uma instalação médica. Ele não tem memória do seu passado com exceção de uma missão que ele participou seis meses atrás. O seu papel na missão foi o de ser estritamente consultivo, para descobrir seu passado terá quer ir para a Sibéria com um grupo de Marines E.U.A chamado WinterICE, uma vidente chamada Jayne Wilde, em busca de um cientista russo chamado Victor Grienko, a investigação é secreta para não chamar atenção do Pentágono.
Vattic encontra um computador nas instalações médicas e descobre que Wilde foi morta em uma missão. Ele tem então um flashback, no qual ele evita a morte de Wilde. E ao voltar na presente parte do jogo, o computador agora diz que Wilde sobreviveu a missão também. Vattic vai em busca de Jayne em um asilo em Vermont e a resgata. Eles escapam pelos esgotos e ela diz a ele que a equipe da WinterICE, comandante Josué e o Coronel Starke foi morto durante a missão. Vattic então tem um flashback em que ele resgata Starke e azo acabar o flashback ele volta ao exato momento onde Jayne o diz que o Coronel Starke está vivo e que ele lhe deu um endereço para que entrasse em contato com ele, se alguma vez ela precisasse de ajuda. Vattic em seguida, viaja para o local para encontrá-lo.